# Theliopsyche corona
Theliopsyche corona är en nattsländeart som beskrevs av Ross 1938. Theliopsyche corona ingår i släktet Theliopsyche och familjen kantrörsnattsländor. Inga underarter finns listade i Catalogue of Life.